# Mats Egelius
Mats Egelius, född 21 maj 1949 i Stockholm och uppvuxen i Östergötland, är en svensk arkitekt och författare.
Egelius har arbetat på flera svenska arkitektkontor, inklusive Ralph Erskine och Höjer-Ljungqvist Arkitekter. Han är verksam hos Skandinaviens största arkitektföretag, White arkitekter, där han var partner 1991-2017 och ansvarig för marknadsområdet Boende under tjugo år.
Egelius designade den första delen av det internationellt prisade Hammarby Sjöstad, där han bor med sin familj i kollektivhuset Tullstugan. Totalt ligger han bakom över 700 av Sjöstadens bostäder i sex separata kvarter, byggda år 1992-2004.
1988 utkom Egelius med boken "Ralph Erskine, arkitekt", en monografi över den brittiske arkitekten Ralph Erskine som kom att få ett stort inflytande även på svensk arkitektur. År 2018 publicerades BoStad, en debattbok om bostadsarkitektur och stadsbyggnad, utgiven på Arkitektur Förlag.

## Biografi
Mats Egelius studerade arkitektur vid Oxford University och vid Architectural Assosication i London. 
Egelius har varit redaktör på tidskriften Arkitektur och tävlingssekreterare på Sveriges Arkitekter. Han var ordförande i både Sveriges Arkitekters tävlingsnämnd och Arkitekturakademi, under nära tio år, och har även suttit som styrelseledamot i Bofrämjandet.

## Verk
Egelius verk är presenterade i fyra bostadsutställningar: ByggaBo98 på Nybodahöjden, BoStad02 i Hammarby sjöstad, Bo i Göteborg 05, med Snäckeberget i Amhult, och Annedal 2012. På Nybodahöjden ritade han även planen för hela området och ingick i utställningens styrgrupp. Han var initiativtagare till utställningen i Sjöstaden och även med i styrgruppen.

### Andra uppmärksammade projekt
- Sigtuna, Stora gatan (byggår 1985-1992). Följsam stadsförnyelse i Sveriges äldsta stad med två centrumkvarter Kv Kyrkolunden och Kv Trädgårdsmästaren.
- Norsborg, Botkyrka (1990-1994). Förnyelse av miljonprogramsområde med brukarmedverkan i fokus.
- Täby Centrum (2004-2015). Planuppdrag för hela centrumomvandlingen, dessutom äldreboendet Nya Tibblehemmet och Kv Hunden mot nytt utomhustorg.
- Porla Brunn, Sabbatsberg (2004-2008). Planuppdrag och samordnade arkitekt för innerstadskvarter, husarkitekt för en del som utmärks av sina svalgångar.
- Damsgårdssundet, Bergen (2006-2014). Omvandling i nedlagt hamnområde med Hammarby Sjöstad som förebild, samordning för fem kvarter och Kv Måken.
- Uppsala stationsområde (2007-2013). Planuppdrag för östra sidan och huset Frodeparken med bostäder/lokaler/förskola och skandinaviens största solcellsfasad.
- Nybohovsbacken, Liljeholmen och Stockholm Esplanad, Norra Djurgårdsstaden, med inflyttning 2018-2020. Hållbarhet i framkant.